# Zorica Lațcu
Zorica Lațcu (n. 17 martie 1917, Mezőtúr – d. 8 august 1990) a fost o poetă, traducătoare, monahie și deținut politic.

## Date biografice
Zorica Lațcu s-a născut la 17 martie 1917, la  Mezotur, în  Ungaria, în familia avocatului ardelean Ion Lațcu, refugiat din cauza războiului. După război, familia s-a stabilit la Brașov. Între 1936-1940 Zorica Lațcu a urmat la Cluj cursurile de  filologie clasică, limba greacă și latină, precum și pe cele de limbă și literatură franceză, în cadrul Facultății de litere. Devine  preparator principal la Institutul de Lingvistică și Istorie Literară „Sextil Pușcariu” din Cluj. Colaborează la Dicționarul limbii române al lui Sextil Pușcariu, editat de Academia Română.
În 1948 a intrat ca monahie în Mănăstirea Vladimirești de lângă Tecuci și a luat numele de Teodosia. În 1956, odată cu închiderea Mănăstirii Vladimirești de către regimul comunist, a fost arestată și închisă la închisoarea din Miercurea Ciuc. A fost eliberată din închisoare în 1959. 

## Opera

### Poezie

#### Reviste literare
Începe din 1941 să publice poezii la revista Gândirea, condusă de Nichifor Crainic. Ulterior, devine colaboratoare la revista Telegraful român 

#### Volume de versuri
- Insula Albă, Editura Dacia Traiană, Sibiu, 1944 (volumul de debut);
- Osana Luminii, Editura Episcopiei, Cluj,1947;
- Poemele Iubirii, Editura Ramuri, Craiova,1947;
- Din pribegie
- Ție, Doamne, Îți voi cânta
- Spre Insulă, Editura Dacia Traiană, Sibiu, 1944
- Alte poezii

### Traduceri
- Origen – Scrieri alese. Din lucrările exegetice ale Vechiului Testament. Traducere de pr. prof. Teodor Bodogae, pr. prof. Nicoale Neaga și Zorica Lațcu. Studiu introductiv și note de pr. prof. Teodor Bodogae. București, Editura Institutului Biblic și de Misiune al Bisericii Ortodoxe Române, 1981,
- Exegeze la Noul Testament, Despre rugăciune, Filocalia, col. PSB 7, trad. Pr. Teodor Bodogae, Nicolae Neaga, Zorica Lațcu Teodosia, studiu introductiv și note Pr. Teodor Bodogae, Editura IBMBOR, București, 1982.

## Moștenirea spirituală
Unele poeme, puse pe melodii populare, au devenit pricesne, colinde și cântări mănastirești, intrând în circuitul folcloric religios.